# Korybas
Korybas – postać z mitologii greckiej, syn Kybele i Jazjona; jego imię nosili wyznawcy kultu jego matki, Korybanci.